# بلو سوميت (ميزوري)
بلو سوميت (بالإنجليزية: Blue Summit)‏ هي إحدى المجتمعات الفردية (غير مصنفة) في ولاية ميزوري في الولايات المتحدة الأمريكية.